# Župnija Črešnjice
Župnija Črešnjice je rimskokatoliška teritorialna župnija dekanije Celje - Nova Cerkev škofije Celje.

## Sakralni objekti
|    | slika | cerkev                                               | kraj / naselje |
| -- | ----- | ---------------------------------------------------- | -------------- |
| 1. |       | Cerkev Naše ljube gospe rožnovenske župnijska cerkev | Črešnjice      |

## Zgodovina
Vikariat v Črešnjicah, podrejen župniji v Konjicah, se omenja že leta 1402.  Župnija Slovenske Konjice s Črešnjicami je bila predana v upravo Žičke kartuzije, med leti 1704-1737. Po razpustitvi Žičke kartuzije (1782) je bila ustanovljena leta 1784  samostojna župnija Črešnjice, ki so jo leta 1789 izločili iz konjiške dekanije in jo dodelili dekaniji Nova Cerkev.

### Paolo Santonino
O svojem obisku v Črešnjicah (Chersteten), ko se je 30. maja 1485 tu ustavilo odposlanstvo oglejskega patriarha, je Paolo Santonino v svoj popotni dnevnik (COBISS) zapisal, da je škof Pietro Carli nad cerkvijo Blažene device in pokopališčem opravil spravni obred ter vnovič posvetil od Turkov onečaščena oltarja blažene Marije in svete Katarine. Po obredu so imeli v župnišču kosilo, za katerega so jim hrano prinesli s Konjiškega gradu. Santonino je skrbno zapisal tudi jedi, s katerimi jim je bilo postreženo. Potovanje je škof s svojim spremstvom nadaljeval v Žičko kartuzijo.

### Novejši zgodovinski dogodki, povezani z župnijo
Do 7. aprila 2006, ko je bila ustanovljena škofija Celje, je bila župnija del celjskega naddekanata škofije Maribor, v okviru dekanije Nova Cerkev.
Do reorganizacije nadekanatov in dekanij Škofije Celje dne 1. septembra 2021, je bila župnija sestavni del Dekanije Nova Cerkev.